# Live at the BBC (album, Shed Seven)
Live at the BBC je kompilační album britské alternativně rockové skupiny Shed Seven, vydané v roce 2007. Album zachycuje skupinu v BBC v letech 1994-1998.

## Seznam skladeb

### Disk 1
1. "Speakeasy (Mark Radcliffe session)"
2. "Never Again (Mark Radcliffe session)"
3. "Ocean Pie (Mark Radcliffe session)"
4. "Dirty Soul (Mark Radcliffe session)"
5. "Where Have You Been Tonight? (Mark Radcliffe session)"
6. "Getting Better (Mark Radcliffe session)"
7. "Out By My Side (Mark Radcliffe session)"
8. "Going for Gold (Mark Radcliffe session)"
9. "Where Have You Been Tonight? (Evening Session)"
10. "Falling From the Sky (Evening Session)"
11. "The Skin I'm In (Evening Session)"
12. "Ocean Pie (Evening Session)"
13. "Let It Ride (Evening Session)"
14. "The Heroes (Evening Session)"
15. "She Left Me On Friday (Evening Session)"
16. "Devil In Your Shoes (Evening Session)"
17. "Melpomene (Evening Session)"

### Disk 2
1. "Dolphin (Live from Glastonbury '95)"
2. "Chasing Rainbows (Live from Wolverhampton)"
3. "Killing Time (Live from Wolverhampton)"
4. "Out By My Side (Live from Wolverhampton)
5. "On Standby (Live from Wolverhampton)"
6. "Going for Gold (Live from Leeds Sound City)"
7. "Parallel Lines (Live from Leeds Sound City)"
8. "Bully Boy (Live from Phoenix)"
9. "Where Have You Been Tonight? (Live from Phoenix)"
10. "Devil In Your Shoes (Live from Phoenix)"
11. "She Left Me On Friday (Live from Phoenix)"

## Nahráno

### Disk 1
- Tracks 1 – 4: nahráno 27. září 1994
- Tracks 5 – 8: nahráno 4. března 1996
- Tracks 9 – 12: nahráno 4. září 1996
- Tracks 13 – 17: nahráno 25. února 1998

### Disk 2
- Track 1: nahráno 23. června 1995
- Tracks 2 – 5: nahráno 13. prosince 1996
- Tracks 6 – 7: nahráno 9. dubna 1996
- Tracks 8 – 11: nahráno 19. července 1997